# Білиця
Бі́лиця —  село в Україні, у Ямпільській селищній громаді Шосткинського району Сумської області. Населення становить 311 осіб. До 2020 орган місцевого самоврядування — Білицька сільська рада.

## Географія
Село Білиця знаходиться за 1,5 км від правого берега річки Івотка. Село оточене великим лісовим масивом урочище Кремлянська Дача. Селом протікає пересихаюча річка Білиця, права притока Івотки.
Село розташоване за 7 км від Ямполя і за 13 км від залізничної станції Янпіль.

## Назва
Історичних даних про походження назви села  знайти не вдалося, але існує легенда, що така поетична назва пішла від назви річки Білички. Витікає вона з крейдяних джерел і в сиву давнину вода в ній мала білий колір.

## Історія
Перша згадка про село припадає на шістнадцяте століття. Давні предки біличан займалися переважно різними промислами. Вулиці села зберегли в своїх назвах багатовікову історію та традиції.
В середині дев’ятнадцятого століття с. Білиця нараховувало 489 душ кріпаків і належало поміщику Івану Неплюєву.
В роки Німецько-радянської війни на території села точилися запеклі бої з нацистськими окупантами. На околиці села існувало військове кладовище, на місці якого споруджено Меморіальний комплекс. У центрі села встановлено Пам’ятник радянським воїнам та військовополоненим загиблим у роки війни.
12 червня 2020 року, відповідно до розпорядження Кабінету Міністрів України № 723-р «Про визначення адміністративних центрів та затвердження територій територіальних громад Сумської області», село увійшло до складу Ямпільської селищної громади.
19 липня 2020 року, в результаті адміністративно-територіальної реформи та ліквідації Ямпільського району, село увійшло до складу новоутвореного Шосткинського району.

## Сьогодення
На сьогоднішній день до послуг біличан клуб, бібліотечна філія Ямпільської ЦБС, фельдшерський пункт, чотири торговельні точки. Окрасою села, як і раніше залишаються ставки загальною площею 30 га.

## Відомі люди
- Сахно Федір Михайлович (1879 - ?) — український громадський діяч у Харбіні (Китай)